# Třída La Combattante III
Třída La Combattante III je třída raketových člunů vyvinutá francouzskou loděnicí Constructions Mécaniques de Normandie (CMN). Představuje třetí generaci typové řady La Combattante. Celkem bylo postaveno 19 jednotek této třídy. Do služby vstoupily v letech 1977–1985. Plavidla byla exportována do Kataru, Nigérie, Řecka a Tuniska.

## Stavba
Jednotky třídy La Combattante III:
| Jméno                           | Uživatel | Podtřída                  | Loděnice                       | Zahájení stavby | Spuštěna | Vstup do služby    | Status                                                                                       |
| ------------------------------- | -------- | ------------------------- | ------------------------------ | --------------- | -------- | ------------------ | -------------------------------------------------------------------------------------------- |
| Damsah (Q01)                    | Katar    | Combattante IIIM / Damsah | CMN, Cherbourg                 | 1981            | 1982     | 10. listopadu 1982 | Aktivní.                                                                                     |
| Al Ghariyah (Q02)               | Katar    | Combattante IIIM / Damsah | CMN                            | 1981            | 1982     | 10. února 1983     | Aktivní.                                                                                     |
| R’Biva (Q03)                    | Katar    | Combattante IIIM / Damsah | CMN                            | 1981            | 1982     | 11. května 1983    | Aktivní.                                                                                     |
| Siri (P181)                     | Nigérie  | Combattante IIIN / Siri   | CMN                            | 1979            | 1980     | 19. února 1981     | V letech 1995–2003 zdroj náhradních dílů pro sesterská plavidla. Reaktivována 2005. Aktivní. |
| Ayam (P182)                     | Nigérie  | Combattante IIIN / Siri   | CMN                            | 1979            | 1980     | 11. června 1981    | Aktivní.                                                                                     |
| Ekun (P183)                     | Nigérie  | Combattante IIIN / Siri   | CMN                            | 1979            | 1981     | 18. září 1981      | Aktivní.                                                                                     |
| Antipliarchos Lascos (P20)      | Řecko    | Combattante IIIN / Lascos | CMN                            |                 | 1976     | 20. dubna 1977     | Aktivní.                                                                                     |
| Antipliarchos Blessas (P21)     | Řecko    | Combattante IIIN / Lascos | CMN                            |                 | 1976     | 7. července 1977   | Aktivní.                                                                                     |
| Ipopliarchos Mikonios (P22)     | Řecko    | Combattante IIIN / Lascos | CMN                            |                 | 1977     | 10. února 1978     | Dne 4. ledna 2010 ztroskotal, později opraven, aktivní.                                      |
| Ipopliarchos Troupakis (P23)    | Řecko    | Combattante IIIN / Lascos | CMN                            |                 | 1977     | 8. listopadu 1977  | Aktivní.                                                                                     |
| Simaioforos Kavaloudis (P24)    | Řecko    | Combattante IIIN / Lascos | Hellenic Shipyards, Skaramanga |                 | 1979     | 14. července 1980  | Aktivní.                                                                                     |
| Antipliarchos Kostakos (P25)    | Řecko    | Combattante IIIN / Lascos | Hellenic Shipyards             |                 | 1980     | 9. září 1980       | Dne 4. listopadu 1996 ztracen po srážce s civilní lodí.                                      |
| Ipopliarchos Degiannis (P26)    | Řecko    | Combattante IIIN / Lascos | Hellenic Shipyards             |                 | 1980     | prosinec 1980      | Aktivní.                                                                                     |
| Simaioforos Xenos (P27)         | Řecko    | Combattante IIIN / Lascos | Hellenic Shipyards             |                 | 1980     | 21. března 1981    | Aktivní.                                                                                     |
| Simaioforos Simitzopoulos (P28) | Řecko    | Combattante IIIN / Lascos | Hellenic Shipyards             |                 | 1980     | červen 1981        | Aktivní.                                                                                     |
| Simaioforos Starakis (P29)      | Řecko    | Combattante IIIN / Lascos | Hellenic Shipyards             |                 | 1981     | 12. října 1981     | Aktivní.                                                                                     |
| La Galité (501)                 | Tunisko  | Combattante III / Galité  | CMN                            | 1982            | 1983     | 27. února 1985     | Aktivní.                                                                                     |
| Tunis (502)                     | Tunisko  | Combattante III / Galité  | CMN                            | 1982            | 1983     | 28. března 1985    | Aktivní.                                                                                     |
| Carthage (503)                  | Tunisko  | Combattante III / Galité  | CMN                            | 1982            | 1984     | 29. dubna 1985     | Aktivní.                                                                                     |

## Konstrukce

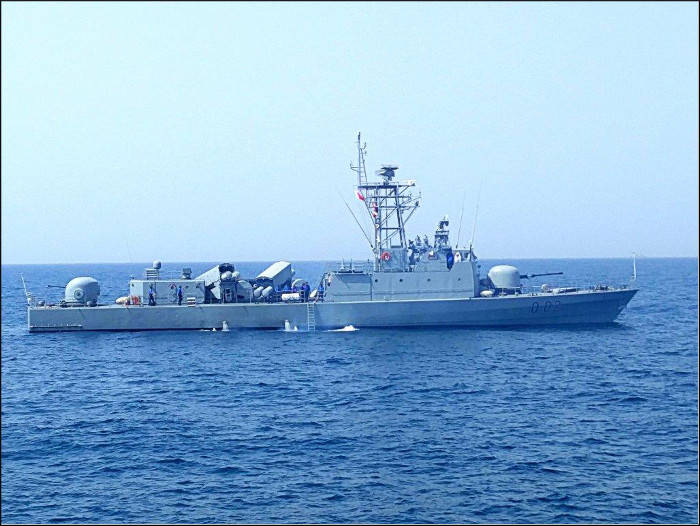
Katarský raketový člun Al Ghariyah (Q02)

Hlavňovou výzbroj první skupiny třídy Lascos tvoří dva 76mm kanóny OTO Melara ve věžích na přídi a na zádi, které doplňují dva 30mm dvoukanóny ve věžičkách v zadní části nástavby. Údernou výzbroj plavidel tvoří čtyři protilodní střely MM.38 Exocet. Plavidla byla rovněž vybavena dvěma 533mm torpédomety. Pohonný systém tvoří čtyři diesely MTU 20V 538 TB 92, o výkonu 18 000 hp, pohánějící čtyři lodní šrouby. Nejvyšší rychlost dosahuje 36,5 uzlu. Dosah je 2000 námořních mil při 15 uzlech.

## Uživatelé
Katar

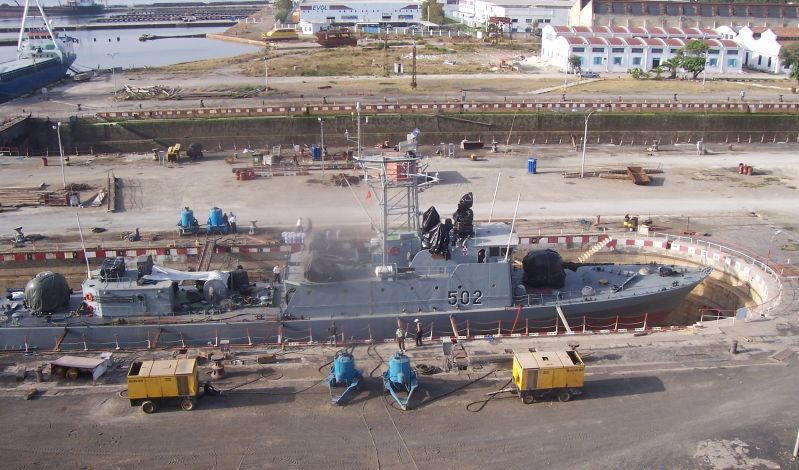
Tuniský raketový člun Tunis (P502)

- Katarské námořnictvo – Roku 1980 objednány tři jednotky verze Combattante IIIM. Dodány v letech 1982–1983.[3]

 Nigérie
- Nigerijské námořnictvo – Roku 1977 objednány tři jednotky verze Combattante IIIB. Dodány roku 1981. Po roce 2000 demontovány řízené střely.[4]

 Řecko
- Řecké námořnictvo – Celkem postaveno 10 jednotek verze Combattante IIIN. První čtyři byly objednány roku 1974 a postaveny loděnicí CMN. Druhá skupina šesti člunů byla postavena přímo v Řecku.[1]

 Tunisko
- Tuniské námořnictvo – Tři jednotky verze Combattante III byly dodány roku 1985.[5]